# Delta (Bundesstaat)

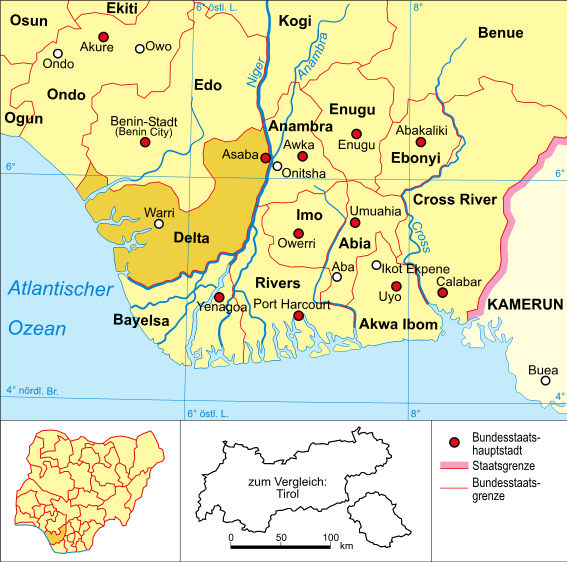
Lage von Delta in Nigeria

Delta ist ein Bundesstaat des westafrikanischen Landes Nigeria mit der Hauptstadt Asaba. Die größte Stadt des Bundesstaates ist Warri mit 536.068 Einwohnern (2005).

## Geografie
Der Bundesstaat liegt im Süden des Landes und grenzt im Norden an den Bundesstaat Edo, im Süden an den Bundesstaat Bayelsa, im Nordwesten an den Bundesstaat Ondo, im Südwesten an den Atlantik, im Nordosten an den Bundesstaat Anambra und im Südosten an den Bundesstaat Rivers. Die Grenze zu Bayelsa wird dabei von dem Niger-Mündungsarm Forcados gebildet.

## Bevölkerung
Es gibt viele Ethnien, wie Urhobo, Itsekiri, Isoko, Ijaw und Igbo mit unterschiedlichen Sprachen, vielen Clans, gegenseitigen Konflikten und Rebellengruppen wie der Movement for the Emancipation of the Niger Delta (MEND).

## Geschichte
Der Bundesstaat wurde am 27. August 1991 aus einem Teil des Bundesstaates Edo gebildet. Erster Administrator war zwischen 28. August 1991 und Januar 1992 Luke Chijiuba Ochulor. 

### Liste der Gouverneure und Administratoren
- Luke Chijiuba Ochulor (Administrator 1991–1992)
- Felix Ibru (Gouverneur 1992–1993)
- Abdulkadir Shehu (Übergangsadministrator 1993)
- Bassey Asuquo (Administrator 1993–1994)
- Ibrahim Kefas (Administrator 1994–1996)
- John Dungs (Administrator 1996–1998)
- Walter Feghabo (Administrator 1998–1999)
- James Ibori (Gouverneur 1999–2007)
- Emmanuel Uduaghan (Gouverneur 2007–2015)
- Arthur Okowa Ifeanyi (Gouverneur 2015–)

## Verwaltung
Der Staat gliedert sich in 25 Local Government Areas. Diese sind: Aniocha North, Aniocha South, Bomadi, Burutu, Ethiope East, Ethiope West, Ika North, Ika South, Isoko North, Isoko South, Ndokwa East, Ndokwa West, Okpe, Oshimili North, Oshimili South, Patani, Sapele, Udu, Ughelli North, Ughelli South, Ukwuani, Uvwie, Warri North, Warri South und Warri South-West.

## Wirtschaft
Wichtige Wirtschaftszweige im Bundesstaat sind die Fischerei sowie die Land- und Forstwirtschaft. Es werden unter anderem Maniok, Yams und Kartoffeln angebaut, aber auch Glas und Bauholz hergestellt sowie Erdöl gefördert. Delta liegt in der Rohölförderung hinter dem Bundesstaat Rivers an zweiter Stelle. In Warri befinden sich die zweitgrößte Erdölraffinerie des Landes und eine Anzahl petrochemischer Betriebe. Das Erdöl gefährdet aber auch die Fischerei und schürt ethnische Konflikte.
Der Bundesstaat erreicht für das Jahr 2019 einen Index der menschlichen Entwicklung von 0,667 und weist damit eine nach UN-Klassifikation mittlere menschliche Entwicklung auf. Unter den 37 Verwaltungseinheiten Nigerias erreicht er damit den vierten Platz, direkt hinter den Staaten Lagos, Ogun und Anambra.